# John Mulcahy
John Joseph Francis Mulcahy (Nueva York, 20 de julio de 1876-Nueva York, 19 de noviembre de 1942) fue un deportista estadunidense que compitió en remo. Participó en los Juegos Olímpicos de San Luis 1904, obteniendo dos medallas, oro en doble scull y plata en dos sin timonel.

## Palmarés internacional
| Juegos Olímpicos | Juegos Olímpicos          | Juegos Olímpicos | Juegos Olímpicos |
| Año              | Lugar                     | Medalla          | Prueba           |
| ---------------- | ------------------------- | ---------------- | ---------------- |
| 1904             | San Luis (Estados Unidos) | Medalla de oro   | Doble scull      |
| 1904             | San Luis (Estados Unidos) | Medalla de plata | Dos sin timonel  |